# Wolfgang-Borchert-Gymnasium (Langenzenn)
Das Wolfgang-Borchert-Gymnasium ist ein sprachliches und naturwissenschaftlich-technologisches Gymnasium im mittelfränkischen Langenzenn im Landkreis Fürth.

## Geschichte
Die Schule wurde am 14. August 1987 als Vollgymnasium anerkannt.

## Zweige und Wahlmöglichkeiten
Das Gymnasium bietet folgende zwei Zweige:
- Sprachlicher Zweig mit der Sprachenfolge Englisch, Latein und Französisch
- Naturwissenschaftlich-technologischer Zweig, mit der Sprachenfolge Englisch und der Wahl zwischen Latein und Französisch.

## Partnerschulen
Die Schule pflegt Schulpartnerschaften mit folgenden Partnerschulen im Ausland:
- Hazen High School in Renton, Washington, Vereinigte Staaten
- Collège Léonard Limousin in Limoges, Frankreich.[6]